# James Strangeways
Sir James Strangeways, né à une date inconnue du début du XVe siècle (probablement vers 1410) et mort en 1516, est un homme politique yorkiste anglais durant la guerre des Deux-Roses.

## Biographie
Nommé shérif du Yorkshire en 1446, il est élu député de ce même comté à la Chambre des communes du Parlement d'Angleterre pour les parlements de 1449 et de 1460 sous le règne d'Henri VI, puis de novembre 1461, premier parlement du règne d'Édouard IV. Ses pairs l'élisent alors président (speaker) de la Chambre des communes pour ce parlement yorkiste. En sa qualité de speaker, James Strangeways initie une procédure alors inédite mais devenue ensuite pérenne : dès son investiture à la présidence de la Chambre, il s'y adresse directement au roi, prononçant un long discours sur l'état des affaires du pays. Le parlement qu'il préside ne se voit confier pour seule fonction, ou presque, que d'adopter de nombreux bills d'attainder pour condamner sans procès diverses personnalités lancastriennes. Édouard IV suspend ce parlement le 6 mai 1462, puis le dissout.
James Strangeways soutient par la suite l'émergence de la maison Tudor, dont la victoire en 1485 clôt la guerre des Deux-Roses. Le 11 décembre de cette même année, le nouveau roi Henri VII, premier des Tudor, lui confère en récompense un manoir dans le Yorkshire. Henri VIII le nommera knight of the body, chevalier de sa garde rapprochée. Il meurt, selon les sources, durant l’été 1480
 ou en 1516, à un âge avancé et est inhumé à l'abbaye de Southwark.